# قلعه واسون
قلعه واسون مربوط به دوره مادی است و در شهرستان قم، بخش کهک، روستای واسون واقع شده است. این اثر در تاریخ ۱ مهر ۱۳۸۲ با شماره ثبت ۱۰۴۵۰ به عنوان یکی از آثار ملی ایران به ثبت رسیده است.